# Fás bazsarózsa
A fás bazsarózsa (Paeonia suffruticosa) Északnyugat-Kína hegyvidékein, üde lomboserdők tisztásain él vadon.
Kínában és később Japánban is már, több mint kétezer éve kultúrába vették és fajták hihetetlen gazdagságát állították elő.

## Jellemzői
Kis termetű cserje. A május első felében nyíló virágai a hófehértől a rózsaszín és a piros különböző árnyalatain keresztül a feketésbordóig terjed.
Egyes fajták telt, mások félig telt vagy szimpla virágúak, ez utóbbiak a sárga porzótömege is díszítő. Nemesítése Európában tovább tartott és tart, Paeonia suffruticosa néven ma már gyakran annak más Paeonia fajokkal alkotott hibridjeit forgalmazzák.

## Igényei, szaporítása
Mélyrétegű, tápdús, laza talajt és védett, meleg, napos fekvést kíván. Emiatt elsősorban házikertekbe vagy reprezentatív parkokba való magányosan vagy ritkás csoportokba telepítve.
A szaporítása Paeonia lactiflora gyökérdarabokra oltással augusztus végén-szeptember elején.
Magja általában két év múlva csírázik, ám az azonnal nyíló oltványokkal ellentétben a magoncok csak 4-5 év múlva kezdenek virágozni.

## Képek

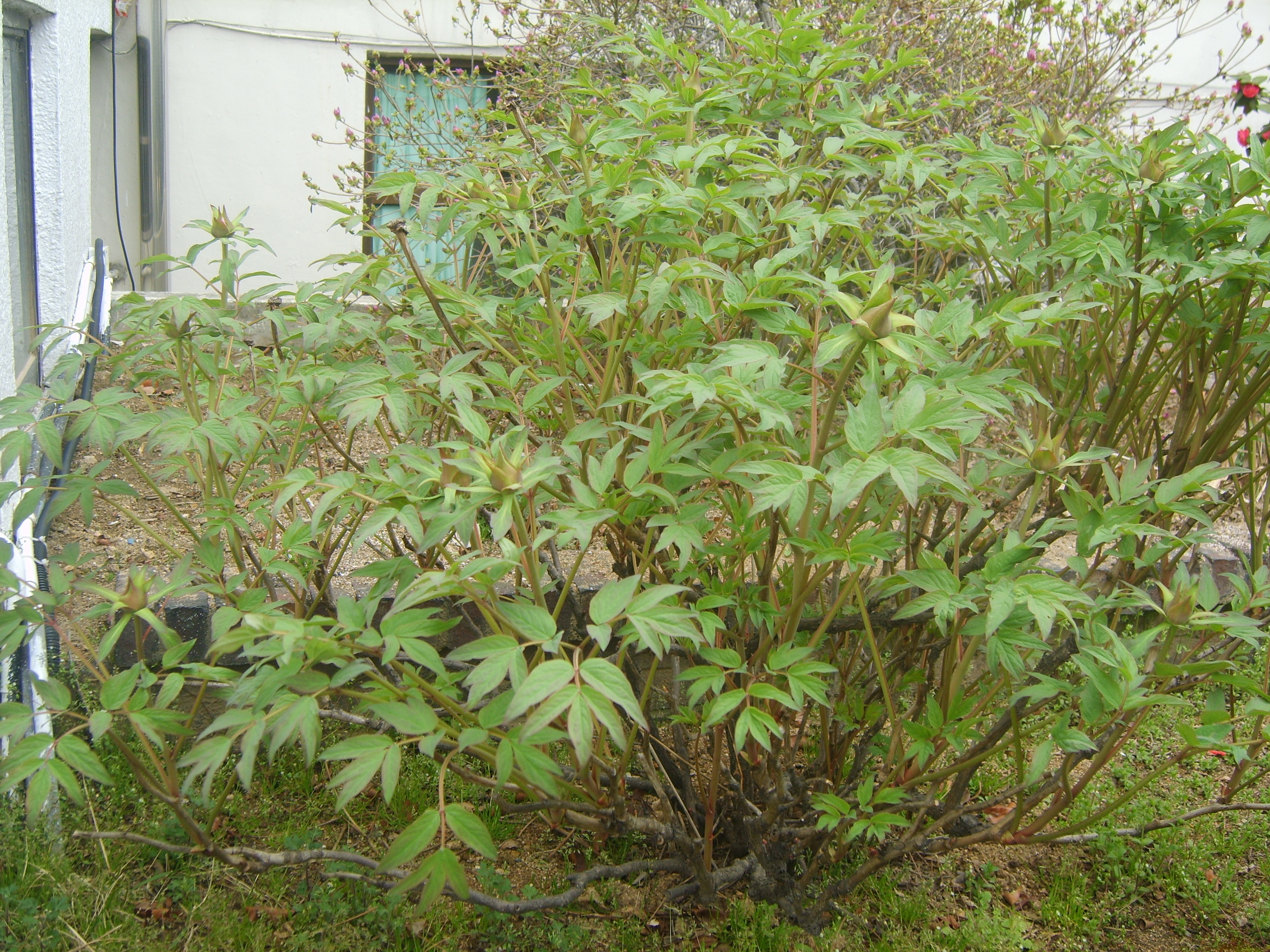
Habitusa virágzás előtt
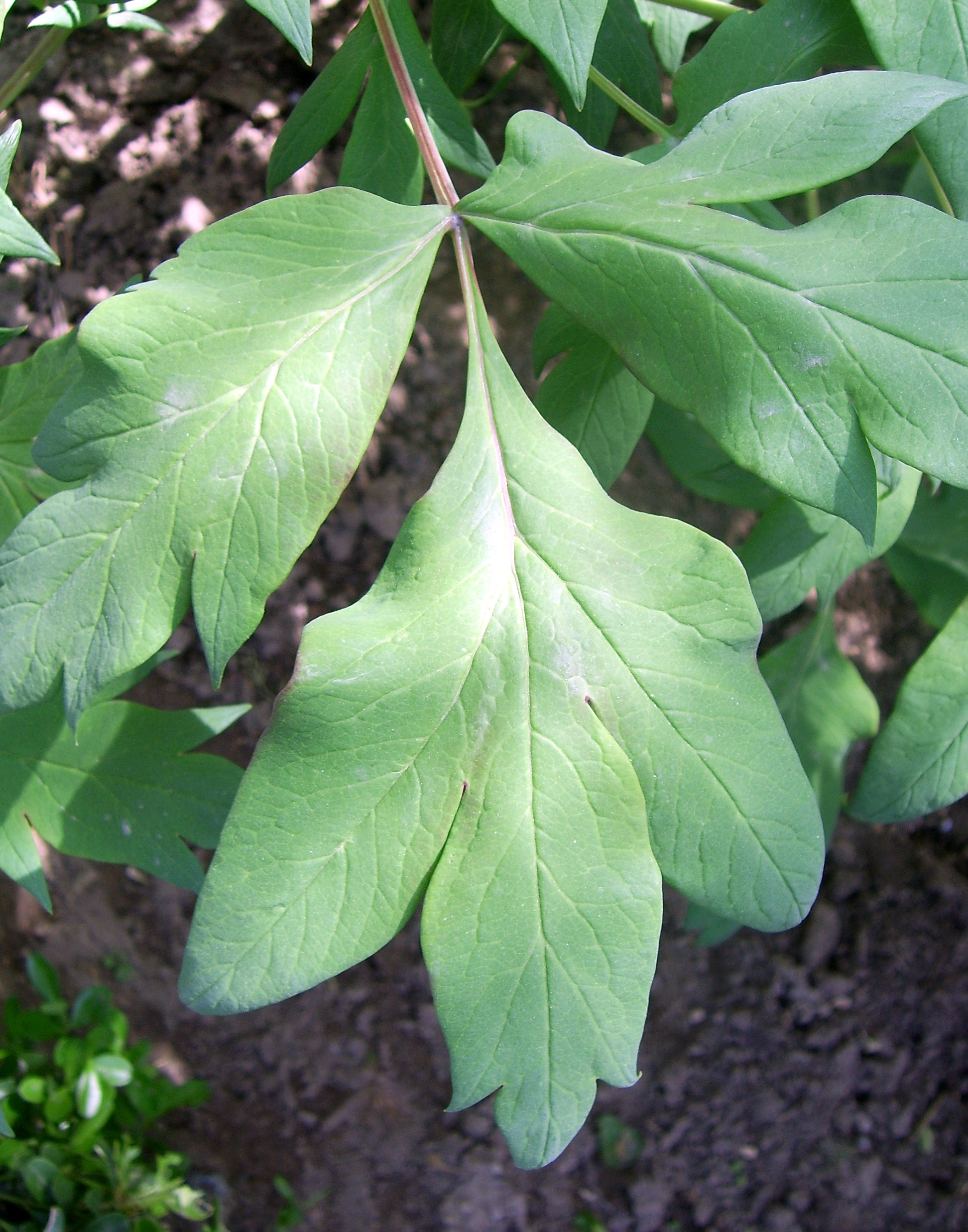
Levele
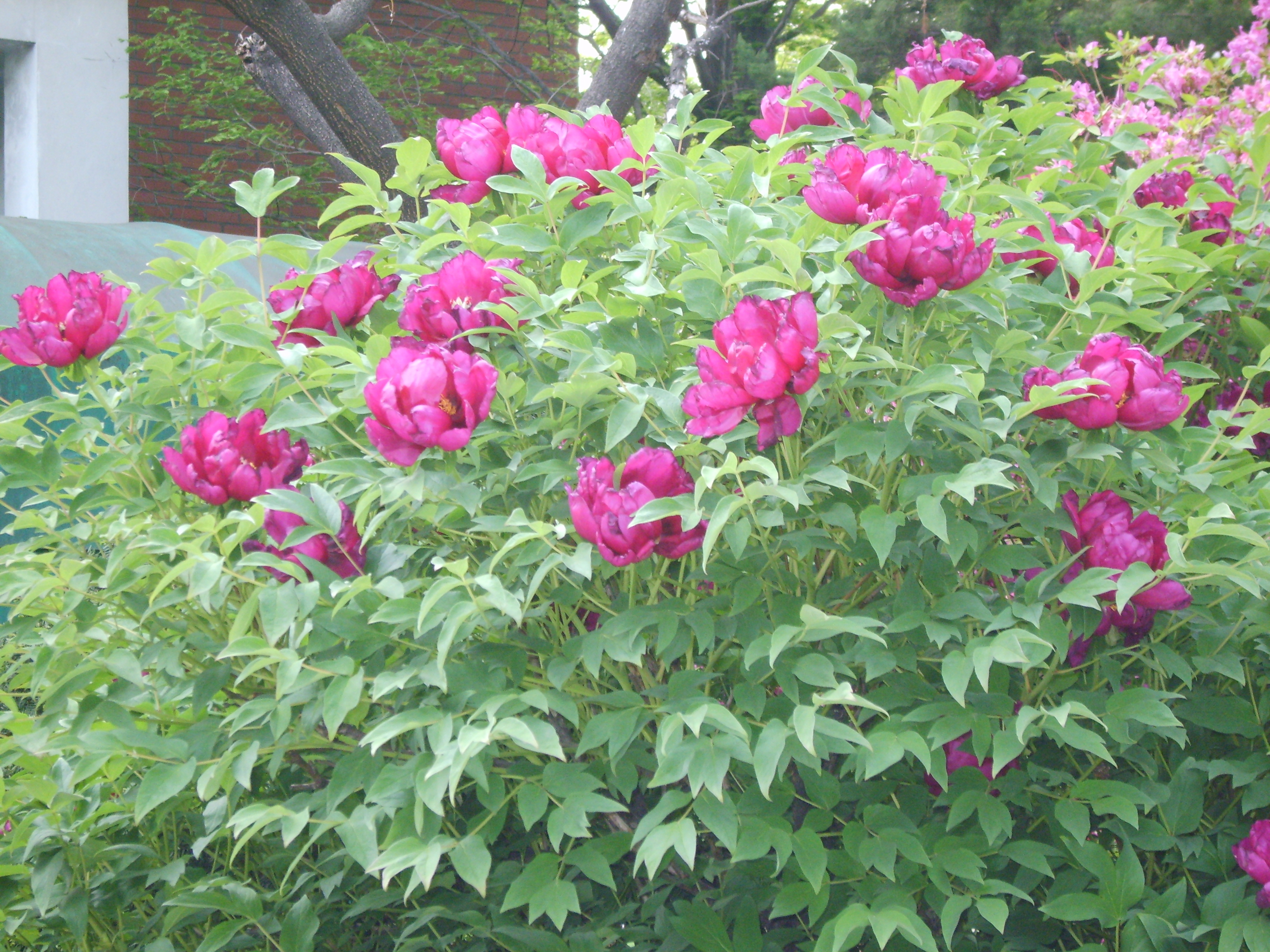
Habitusa
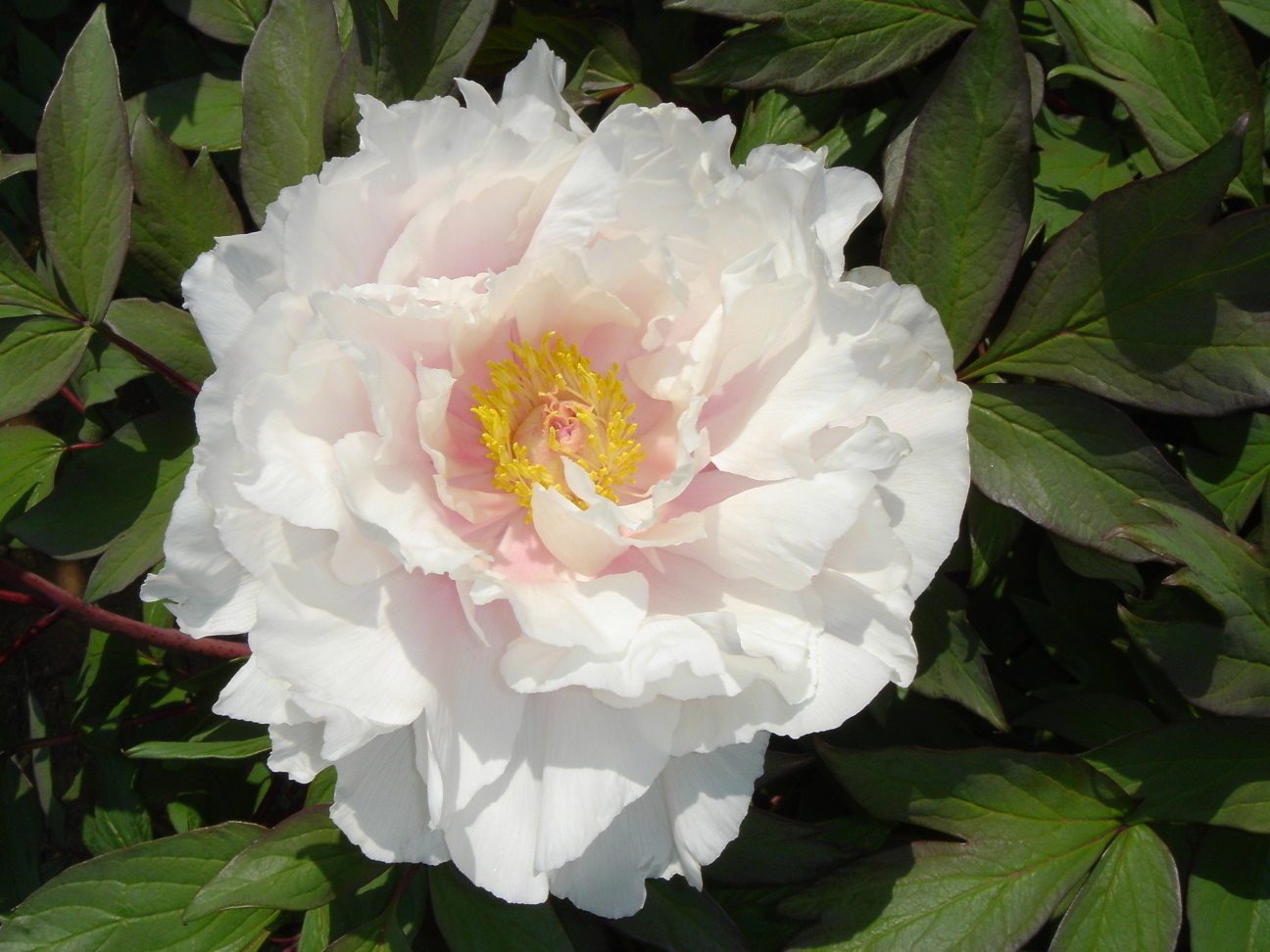
'Yukidoro' fajta
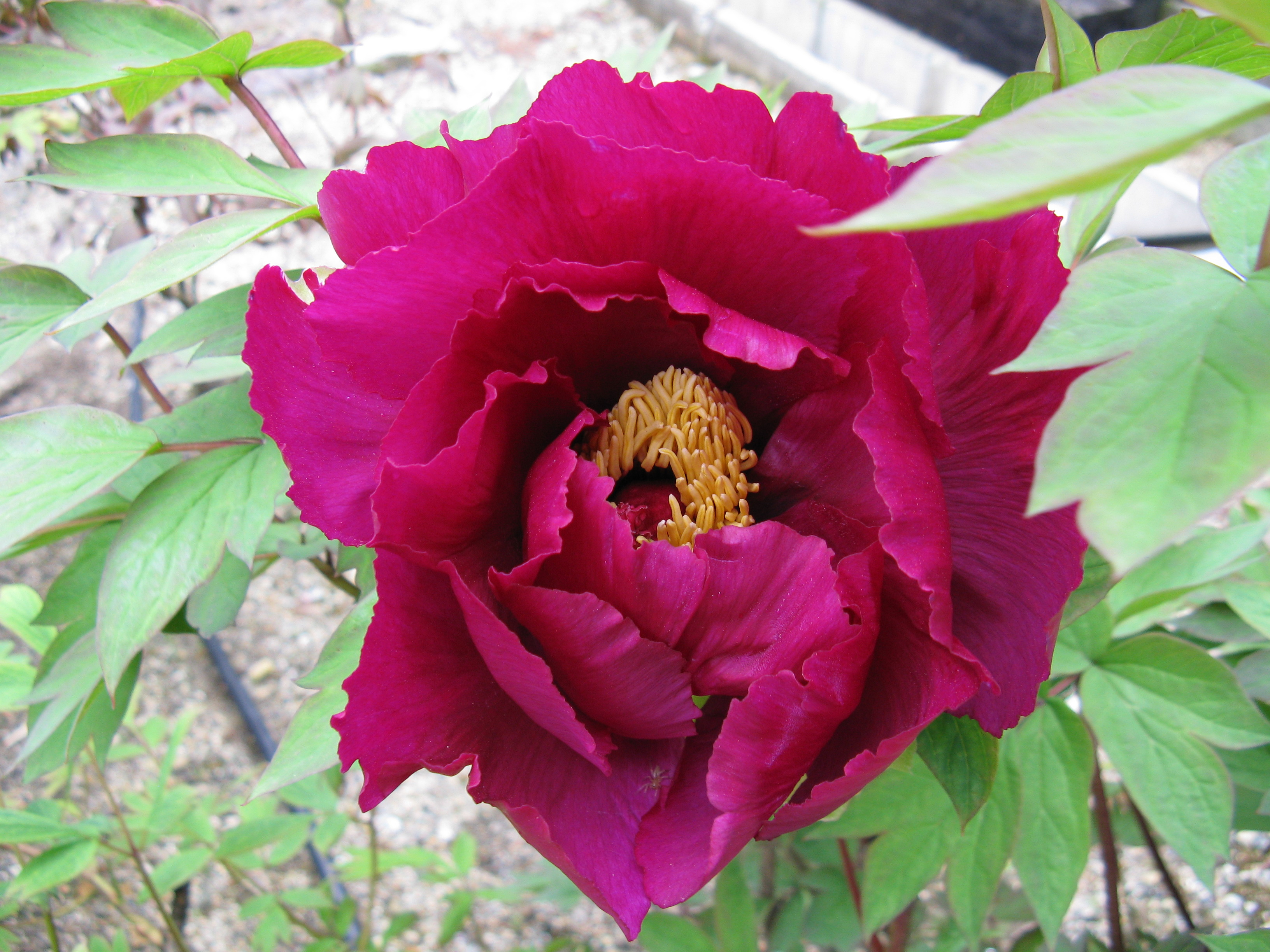
'Hakuho' fajta
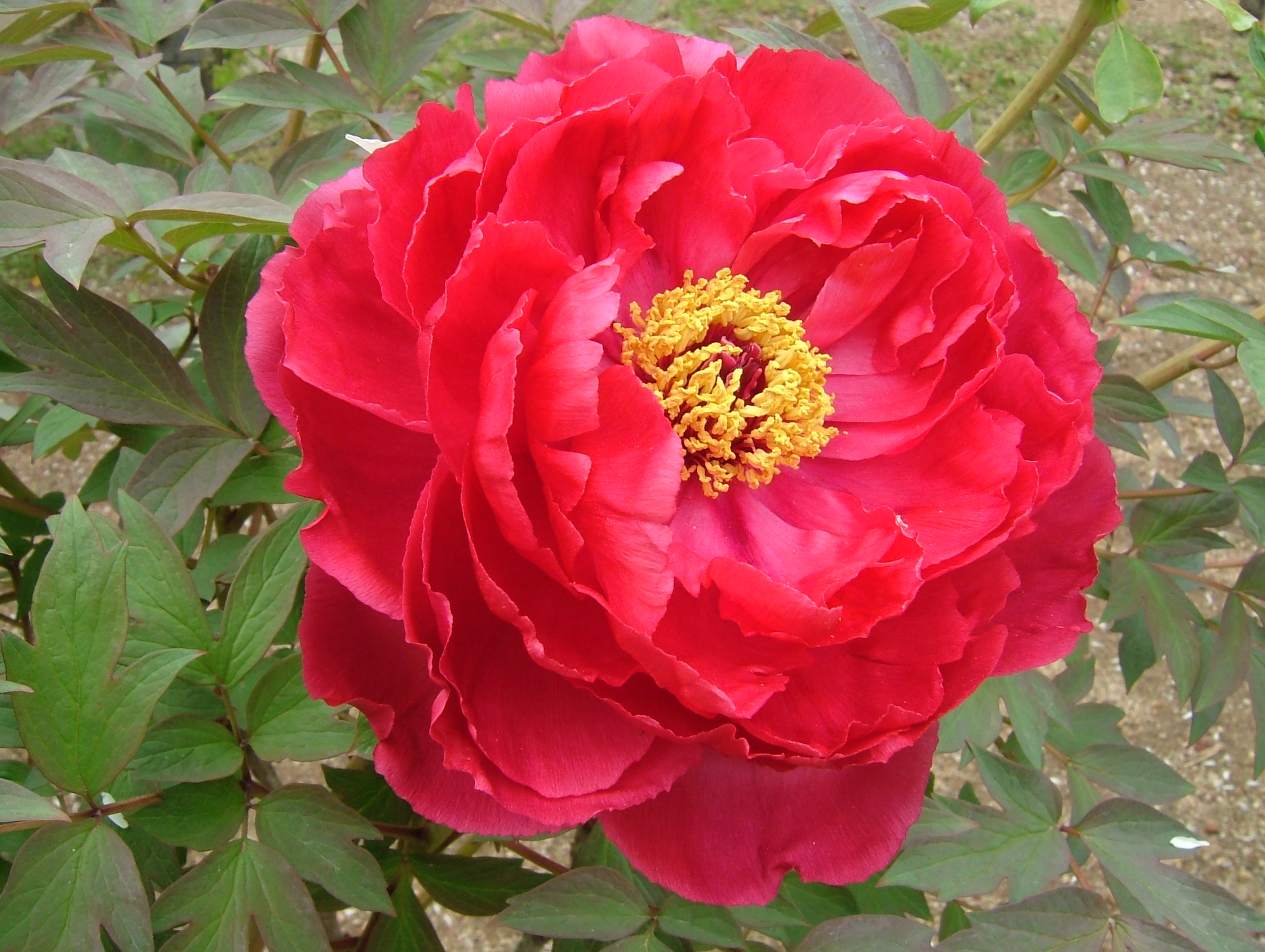
'Shima-nishiki' fajta
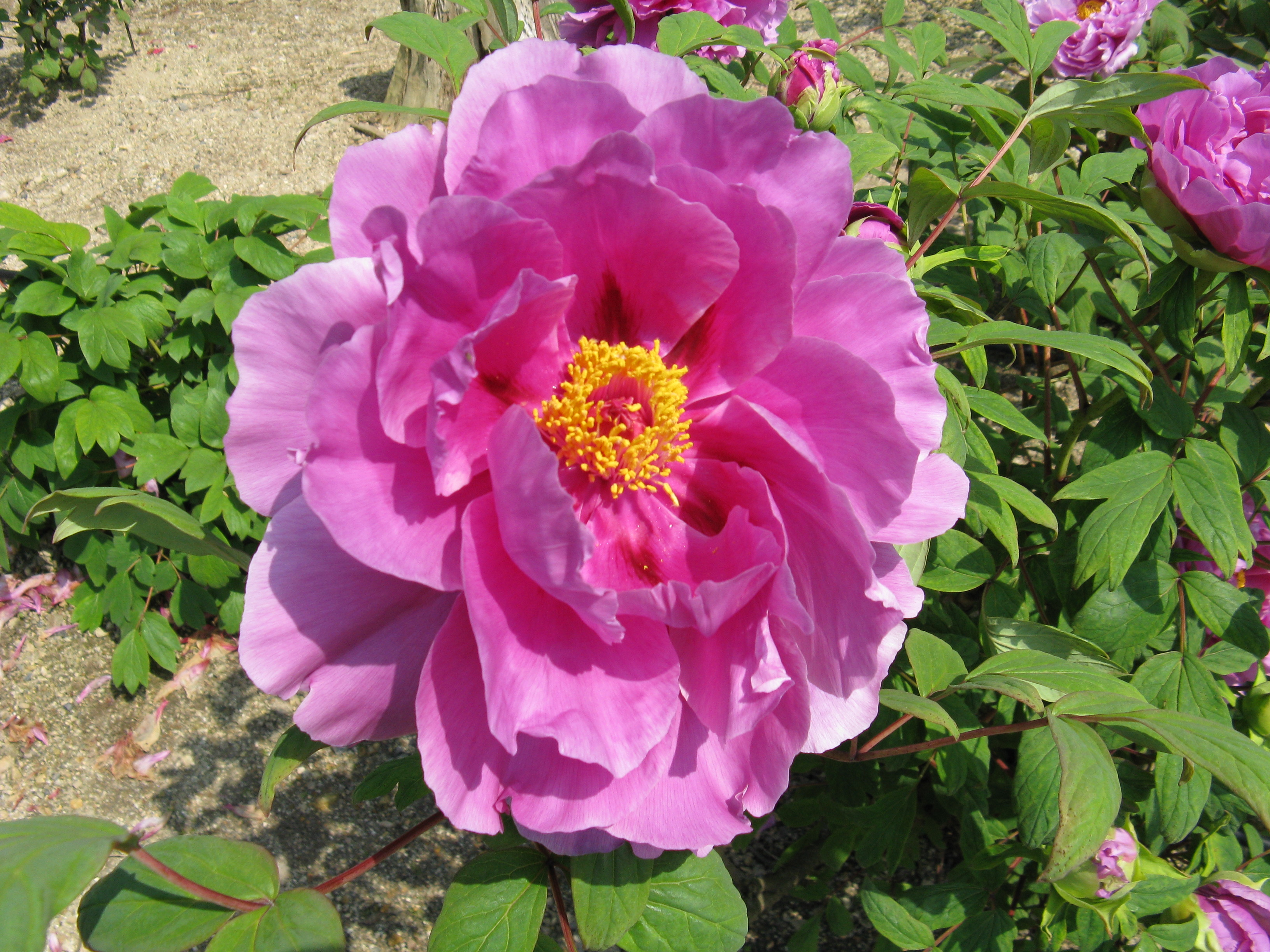
'Fujizome Goromo' fajta
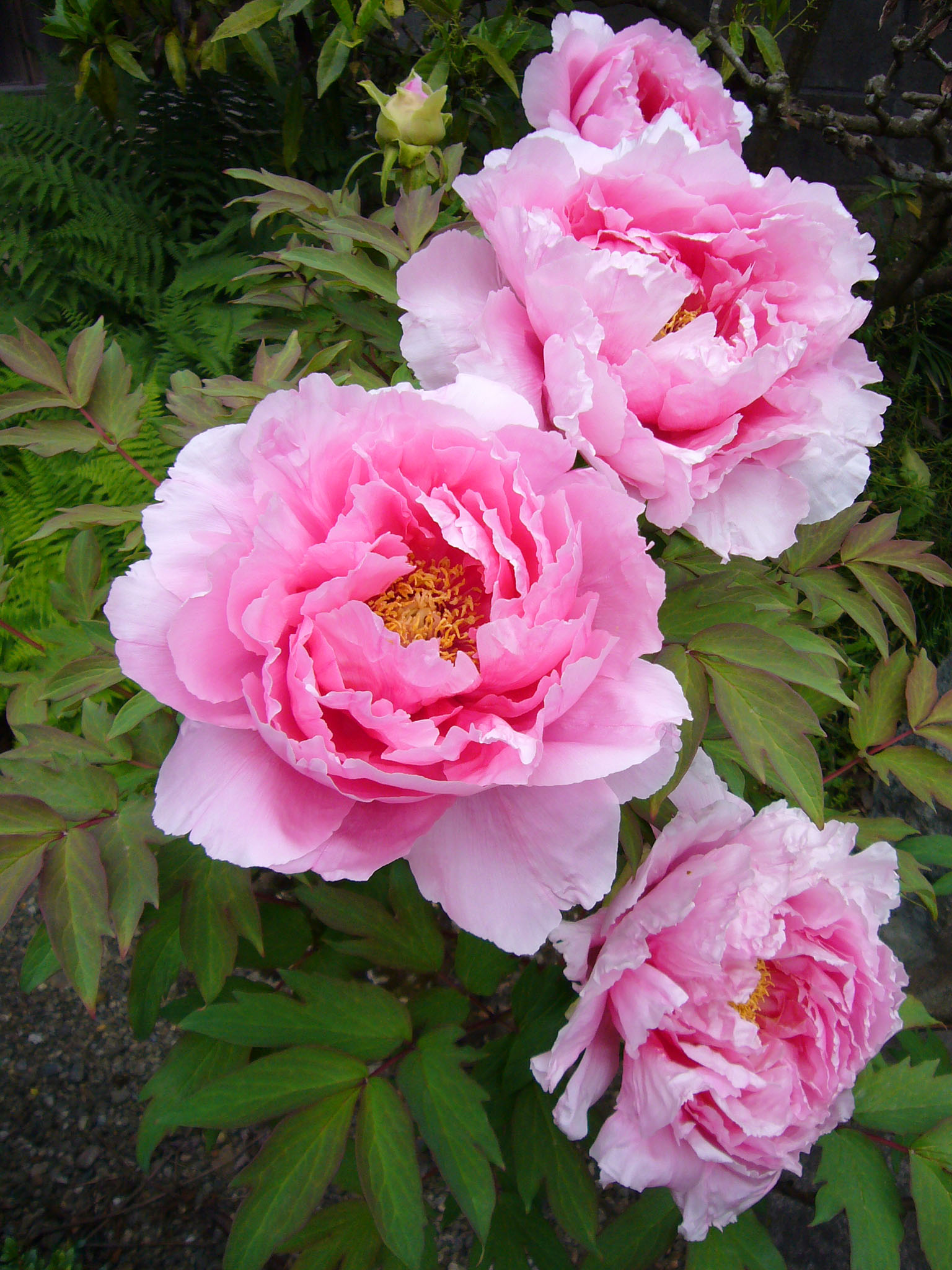
Rózsaszín virágú fajta
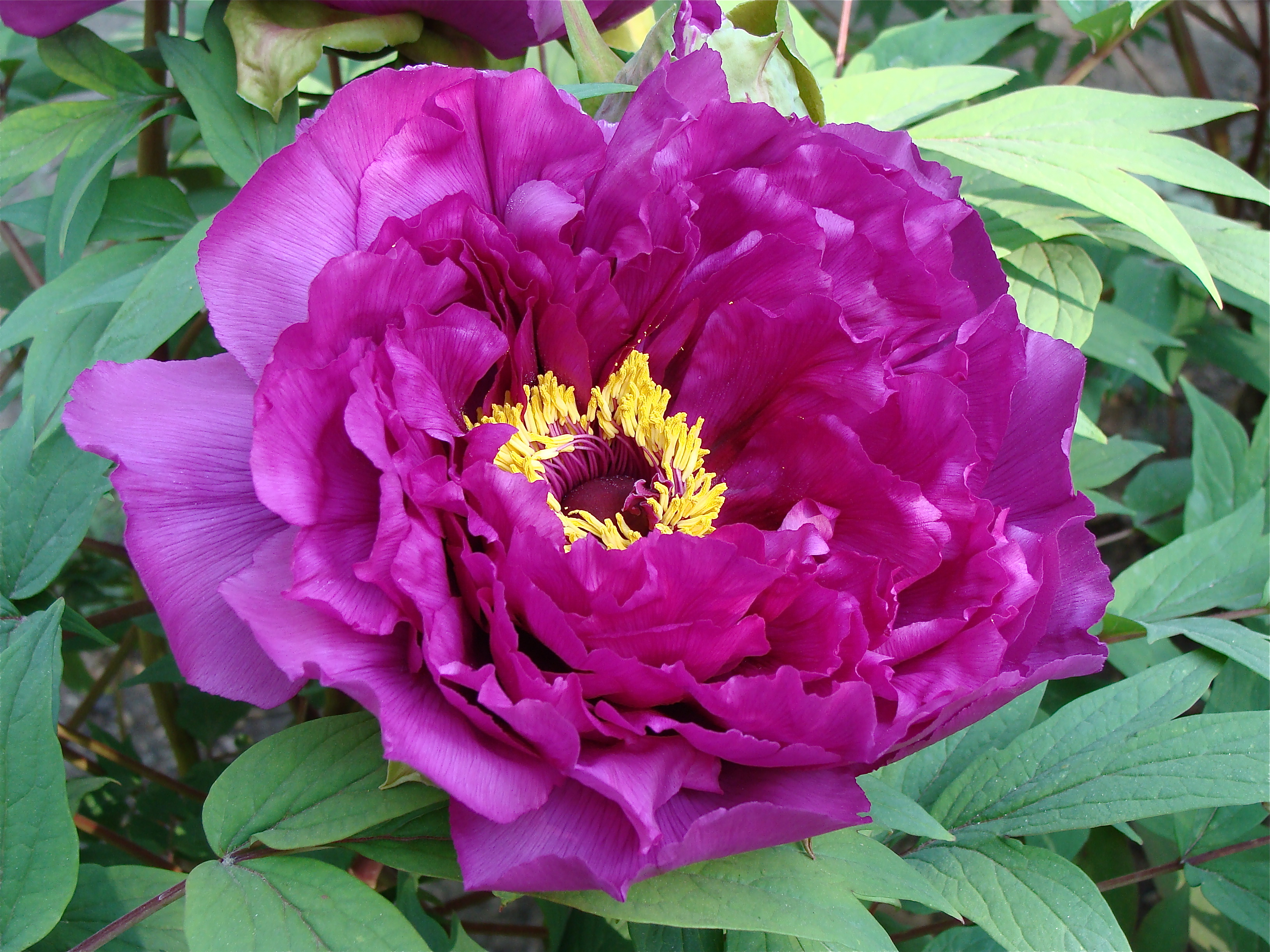
Lila virágú fajta
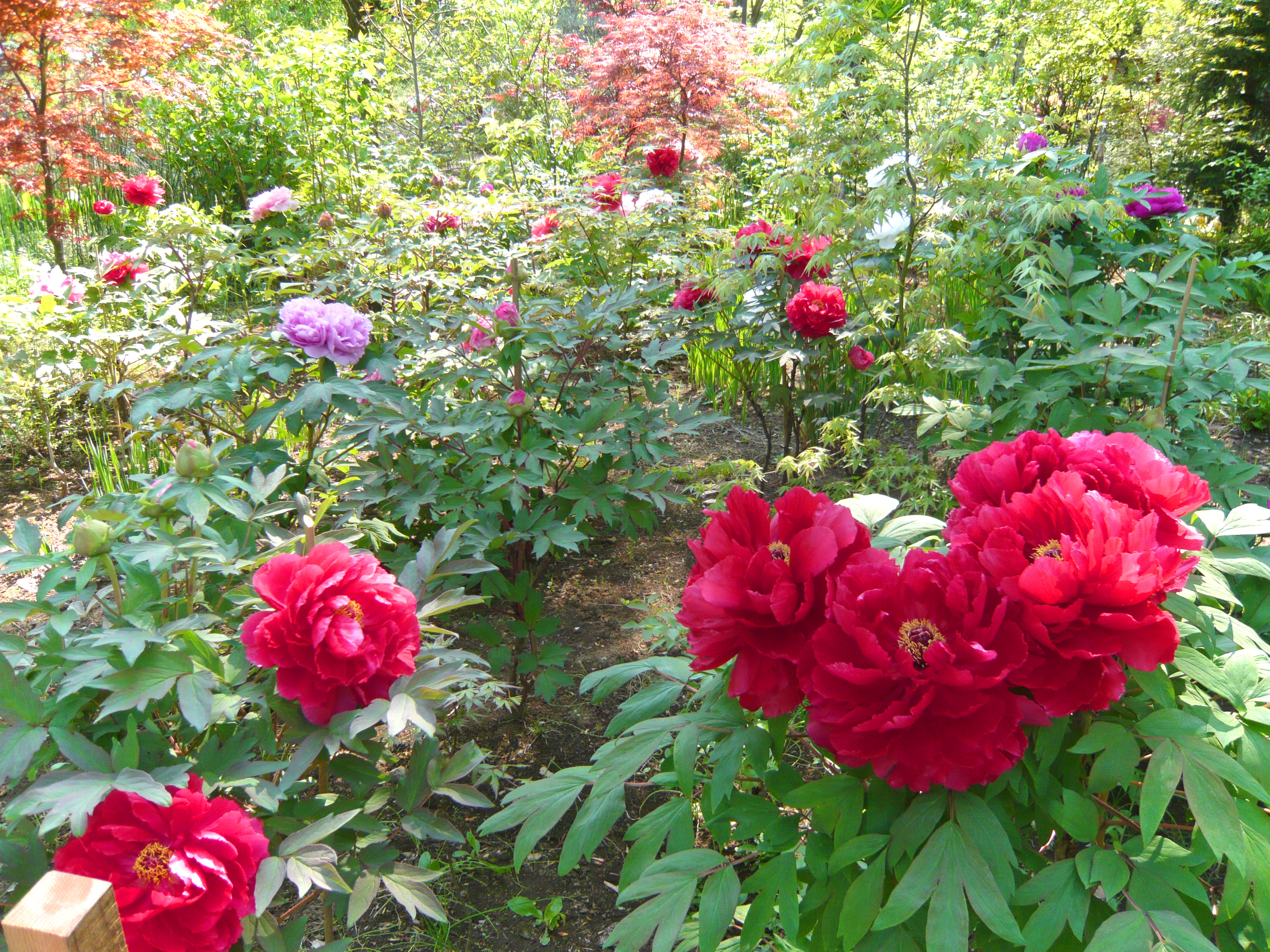
Fás bazsarózsa fajták
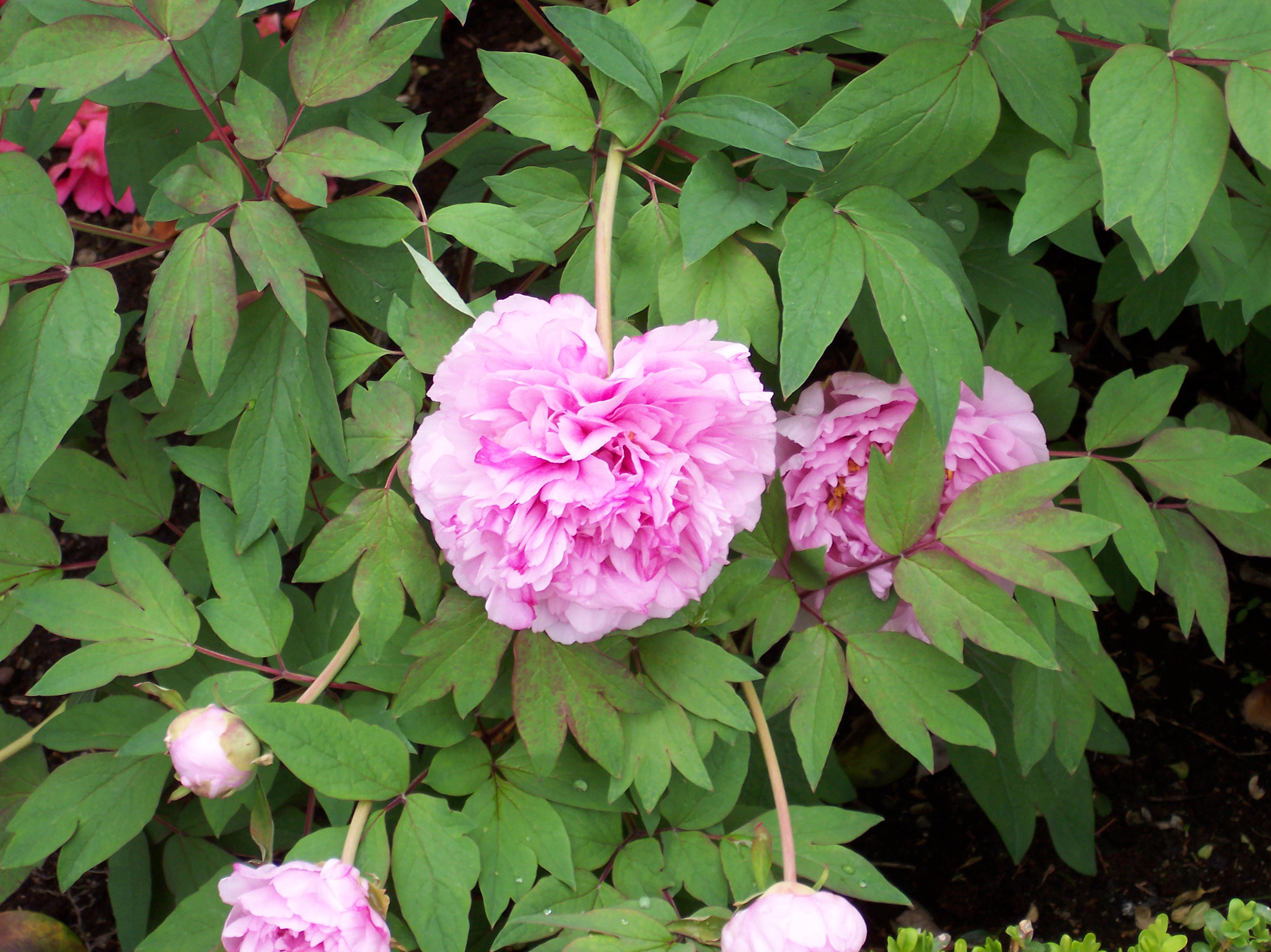
Telt virágú fajta
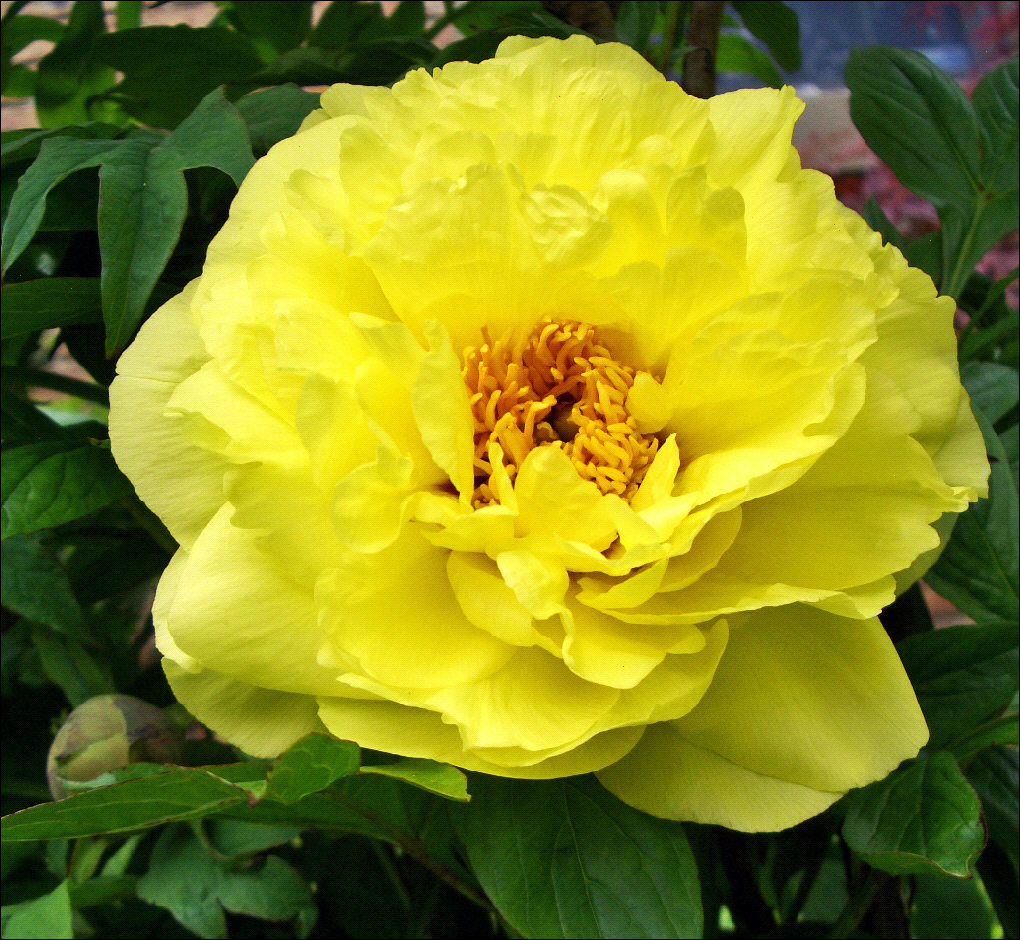
Sárga virágú fajta
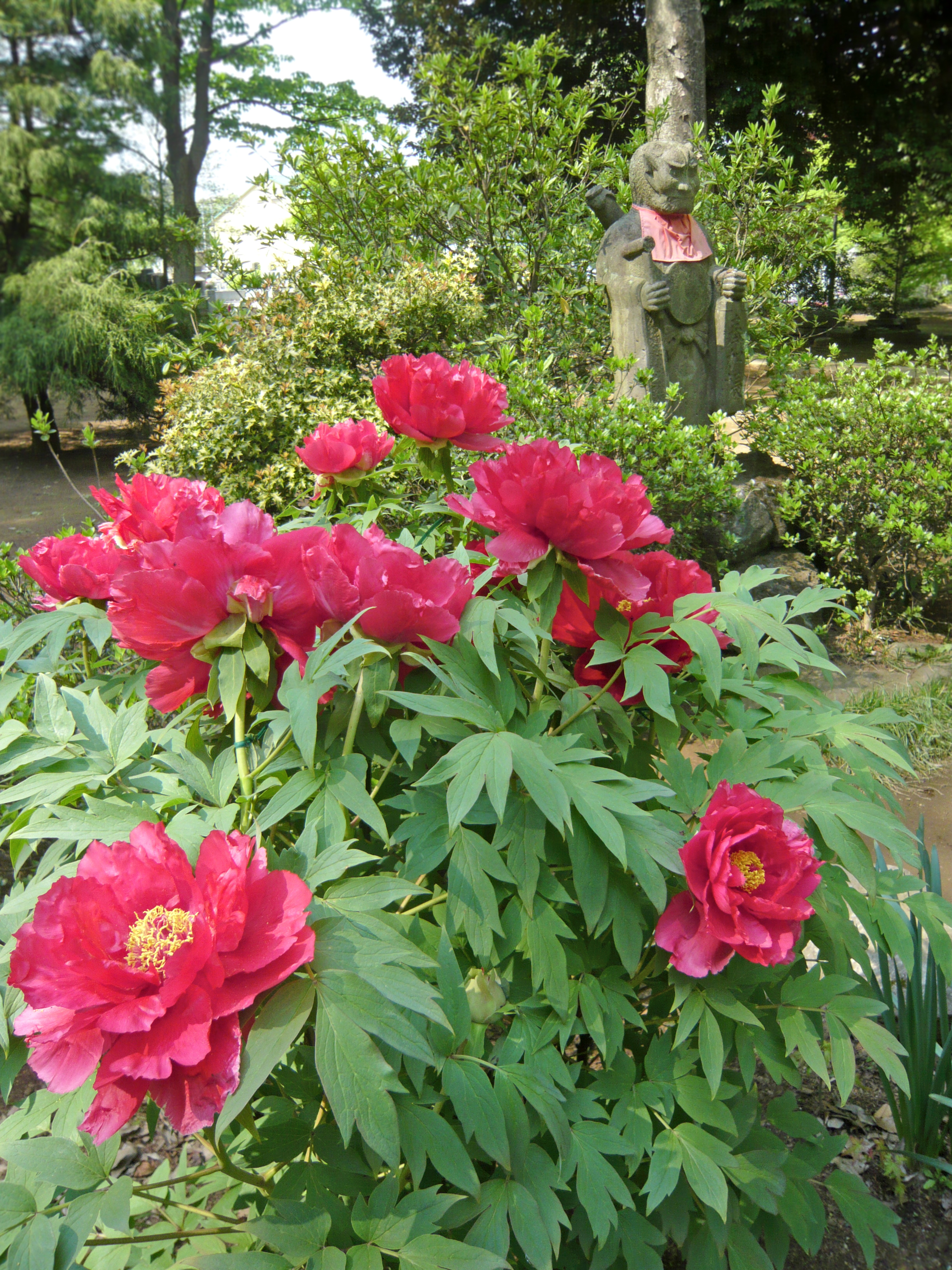
Piros virágú fajta
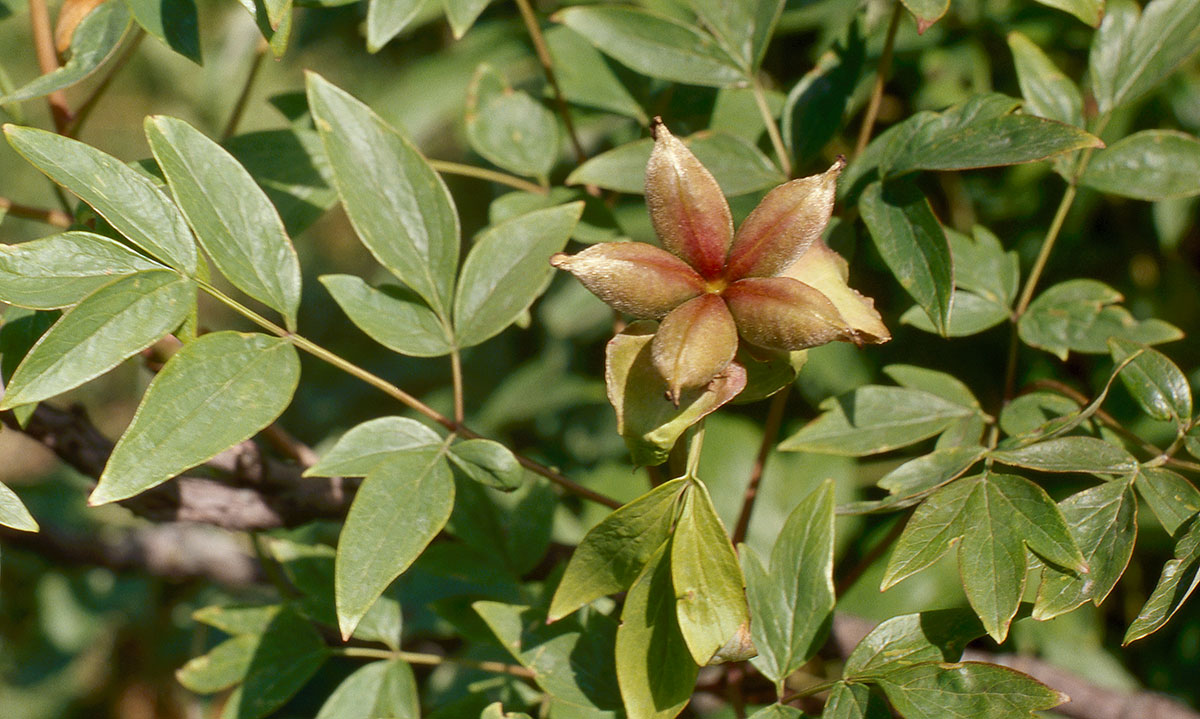
Termése